# Eriolobus
Eriolobus là một chi thực vật có hoa trong họ Hoa hồng.